# Michael Smith Larsen
Michael Smith Larsen (* 3. Juni 1981) ist ein dänischer Bahn- und Straßenradrennfahrer.
Michael Smith Larsen wurde 2002 dänischer Meister in der Mannschaftsverfolgung auf der Bahn. Von 2003 bis 2005 fuhr er für das dänische Straßenradsportteam Glud & Marstrand Horsens. In seinem ersten Jahr dort wurde er zusammen mit Martin Pedersen dänischer Meister im Madison. Außerdem gewann er mit Michael Berling den UIV Cup in Gent. Bei der Bahnrad-Europameisterschaft 2004 in Fiorenzuola d’Arda gewann er zusammen mit Jens-Erik Madsen die Bronzemedaille im Madison. Im Jahr 2009 fuhr er für das Continental Team Blue Water-Cycling for Health.

## Erfolge
2002
- Dänischer Meister – Mannschaftsverfolgung (mit Jimmy Hansen, Lars Høg Thomsen und Morten Rejnhold)

2003
- Dänischer Meister – Madison (mit Martin Pedersen)
- UIV Cup – Gent (mit Michael Berling)

## Teams
- 2003 Glud & Marstrand Horsens
- 2004 Glud & Marstrand Horsens
- 2005 Glud & Marstrand Horsens

- 2009 Blue Water-Cycling for Health